# Siewiller
Siewiller är en kommun i departementet Bas-Rhin i regionen Grand Est (tidigare regionen Alsace) i nordöstra Frankrike. Kommunen ligger i kantonen Drulingen som tillhör arrondissementet Saverne. År 2022 hade Siewiller 381 invånare.

## Befolkningsutveckling
Antalet invånare i kommunen Siewiller
| Referens: INSEE |